# Альфонсо Перес
Альфонсо Перес (ісп. Alfonso Pérez, нар. 26 вересня 1972, Хетафе) — колишній іспанський футболіст, нападник.
Насамперед відомий виступами за клуби «Реал Мадрид» та «Реал Бетіс», а також національну збірну Іспанії.

## Клубна кар'єра
Вихованець футбольної школи клубів «Хетафе» та «Реал Мадрид». Дорослу футбольну кар'єру розпочав 1990 року в основній команді королівського клубу, в якому провів п'ять сезонів, взявши участь у 88 матчах чемпіонату. За цей час виборов титул чемпіона Іспанії та ставав володарем Суперкубка Іспанії.
Своєю грою за цю команду привернув увагу представників тренерського штабу клубу «Реал Бетіс», до складу якого приєднався 1995 року. Відіграв за клуб з Севільї наступні п'ять сезонів своєї ігрової кар'єри. Більшість часу, проведеного у складі «Реала Бетіс», був основним гравцем атакувальної ланки команди. У складі «Реала Бетіс» був одним з головних бомбардирів команди, маючи середню результативність на рівні 0,38 голу за гру першості.
Згодом, з 2000 по 2002 рік, грав у складі «Барселони», а також віддавався в оренду до марсельського «Олімпіка».
Завершив професійну ігрову кар'єру у клубі «Реал Бетіс», у складі якого вже виступав раніше. Перес вдруге прийшов до команди 2002 року в захищав її кольори до припинення виступів на професійному рівні у 2005 році.

## Виступи за збірні
1988 року дебютував у складі юнацької збірної Іспанії, взяв участь у 25 іграх на юнацькому рівні, забив 5 м'ячів.
Протягом 1991—1992 років залучався до складу молодіжної збірної Іспанії. На молодіжному рівні зіграв у 18 офіційних матчах, забив 6 голів. У складі збірної Іспанії U-23 брав участь в Олімпійських іграх 1992 року, на яких здобув золоті медалі.
1992 року дебютував в офіційних матчах у складі національної збірної Іспанії. Протягом кар'єри у національній команді, яка тривала 9 років, провів у формі головної команди країни 38 матчів, забивши 11 голів.
У складі збірної був учасником чемпіонату Європи 1996 року в Англії, чемпіонату світу 1998 року у Франції і чемпіонату Європи 2000 року у Бельгії та Нідерландах.

## Титули і досягнення
- Олімпійський чемпіон (1):

 Іспанія U-23: 1992
- Чемпіон Іспанії (1):

«Реал Мадрид»: 1994-95
- Володар Кубка Іспанії (2):

«Реал Мадрид»: 1992-93
«Реал Бетіс»: 2004-05
- Володар Суперкубка Іспанії (2):

«Реал Мадрид»: 1990, 1993